# Dean Tavoularis
Dean Tavoularis est un chef décorateur américain né le 18 mai 1932 à Lowell (Massachusetts).

## Biographie

### Carrière
D'origine grecque, Dean Tavoularis grandit près de Boston. La famille déménage en Californie en 1935, à Long Beach puis à Los Angeles. Souhaitant d'abord devenir peintre ou architecte, Dean Tavoularis suit la journée des cours d'architecture, étudiant le soir à l'Otis College of Art and Design.
Diplômé, il est embauché par Walt Disney Studios, réalisant des centaines d'images pour La Belle et le Clochard (1955). Il travaille ainsi au département animation du studio, rejoignant ensuite celui consacré aux films en prise réelle. De stagiaire, il passe à set designer et travaille sur Mary Poppins (1964). Au sujet de son passage chez Disney, il déclare : « J'y ai appris la scénographie, les règles de la projection, la philosophie et les idées d'où naît toute scénographie ». Il devient l'assistant de Robert Clotworthy, qui le fait entrer dans d'autres studios (Fox, Warner Bros. et Columbia Pictures).
Après avoir fait ses armes dans les plus grands studios d’Hollywood, il devient chef décorateur sur l’un des films qui contribuera à l’avènement du Nouvel Hollywood, Bonnie and Clyde (1967) d'Arthur Penn. Le succès du film conduit à ce que son nom soit mentionné dans Time Magazine. Il a par la suite assuré la direction artistique d'environ vingt films du réalisateur Francis Ford Coppola, notamment la trilogie Le Parrain de 1972 à 1990 et Apocalypse Now en 1979. Le cinéaste a déclaré à propos de lui : « Dean Tavoularis a influencé ma vie, mes enfants, ma famille, mes films, mes idées, mes aspirations, mes rêves, mes ambitions, mon héritage ». Il a également travaillé pour Michelangelo Antonioni (Zabriskie Point, en 1970) et Roman Polanski (Carnage, en 2011). Il anticipe chaque tournage « par d'énormes recherches » documentaires.
Début 2021, la School Gallery lui consacre une exposition à Paris.
La Cinémathèque française lui rend hommage du 3 au 11 novembre 2022 au travers d'une rétrospective intitulée Dean Tavoularis, à l'ombre des stores vénitiens, avec notamment les projections en sa présence de Zabriskie Point d'Antonioni et de Tucker de Coppola. Lors de cet évènement, une signature de l'ouvrage Conversations avec Dean Tavoularis,(2022) par lui-même et son auteur Jordan Mintzer, critique de cinéma au Hollywood Reporter, y est organisée le 5 novembre 2022.

### Vie privée
Après avoir résidé et travaillé à Los Angeles, Dean Tavoularis vit désormais dans la capitale française, où il a installé son atelier.
Il est le mari de l'actrice Aurore Clément, qu'il a rencontrée sur le tournage d'Apocalypse Now aux Philippines en 1978.

## Filmographie
- 1955 : La Belle et le Clochard de Wilfred Jackson, Clyde Geronimi et Hamilton Luske (animateur)
- 1964 : Mary Poppins de Robert Stevenson
- 1967 : Bonnie et Clyde (Bonnie and Clyde) d'Arthur Penn
- 1968 : Candy de Christian Marquand
- 1970 : Zabriskie Point de Michelangelo Antonioni
- 1970 : Little Big Man d'Arthur Penn
- 1972 : Le Parrain (The Godfather) de Francis Ford Coppola
- 1974 : Conversation secrète (The Conversation) de Francis Ford Coppola
- 1974 : Le Parrain 2 (The Godfather: Part II) de Francis Ford Coppola
- 1975 : Adieu ma jolie (Farewell, My Lovely) de Dick Richards
- 1978 : Têtes vides cherchent coffres pleins (The Brink's Job) de William Friedkin
- 1979 : Apocalypse Now de Francis Ford Coppola
- 1982 : Coup de cœur (One from the Heart) de Francis Ford Coppola
- 1982 : The Escape Artist de Caleb Deschanel
- 1982 : Hammett de Wim Wenders
- 1983 : Outsiders (The Outsiders) de Francis Ford Coppola
- 1983 : Rusty James (Rumble Fish) de Francis Ford Coppola
- 1986 : Peggy Sue s'est mariée (Peggy Sue Got Married) de Francis Ford Coppola
- 1987 : Un homme amoureux de Diane Kurys
- 1987 : Jardins de pierre (Gardens of Stone) de Francis Ford Coppola
- 1988 : Tucker (Tucker: The Man and His Dream) de Francis Ford Coppola
- 1989 : New York Stories
- 1990 : Le Parrain 3 (The Godfather: Part III) de Francis Ford Coppola
- 1992 : The Godfather Trilogy: 1901-1980 (vidéo) de Francis Ford Coppola
- 1992 : Sang chaud pour meurtre de sang-froid (Final Analysis) de Phil Joanou
- 1993 : Shelf Life (en)
- 1993 : Soleil levant (Rising Sun) de Philip Kaufman
- 1994 : Les Complices (I Love Trouble) de Charles Shyer
- 1996 : Jack de Francis Ford Coppola
- 1998 : Bulworth de Warren Beatty
- 1998 : À nous quatre (The Parent Trap) de Nancy Meyers
- 1999 : La Neuvième Porte (The Ninth Gate) de Roman Polanski
- 2001 : CQ de Roman Coppola
- 2001 : Angel Eyes de Luis Mandoki
- 2011 : Carnage de Roman Polanski

## Dans la culture populaire
En 2022, sort sur Paramount+ la mini-série The Offer, qui revient sur la production du film Le Parrain (1972). Il y est incarné par Eric Balfour.